# Đông Ngũ
Đông Ngũ là một xã thuộc tỉnh Quảng Ninh, Việt Nam.
Xã Đông Ngũ có diện tích 54,96 km², dân số năm 1999 là 6.306 người, mật độ dân số đạt 115 người/km².